# Chrysonotomyia osae
Chrysonotomyia osae är en stekelart som beskrevs av Christer Hansson 2004. Chrysonotomyia osae ingår i släktet Chrysonotomyia och familjen finglanssteklar.
Artens utbredningsområde är Costa Rica. Inga underarter finns listade i Catalogue of Life.